# 1890 en Suisse
Chronologie de la Suisse
- 1886
- 1887
- 1888
- 1889
- 1890
- 1891
- 1892
- 1893
- 1894

Chronologie de la Suisse
1889 en Suisse - 1890 en Suisse - 1891 en Suisse

## Gouvernement au1erjanvier 1890
- Conseil fédéral[1]
  - Louis Ruchonnet (PRD), président de la Confédération
  - Emil Welti (PRD), vice-président de la Confédération
  - Walter Hauser (PRD)
  - Karl Schenk (PRD)
  - Bernhard Hammer (PRD)
  - Numa Droz (PRD)
  - Adolf Deucher (PRD)

## Évènements
- Mercredi 1er janvier : entrée en vigueur de la loi fédérale concernant l'établissement de lignes télégraphiques et téléphoniques, ainsi que de la loi fédérale sur les téléphones.
- Samedi 11 janvier : création de l’Union suisse des coopératives de consommateurs, qui deviendra la Coop.
- 15 mars : un incendie détruit le village de Gampel (VS). 140 bâtiments sont anéantis
- 27 mars : inauguration du funiculaire Lugano-Monte San Salvatore (TI).
- 21 avril : Émilie Louise Frey est la première femme à obtenir son immatriculation à l'Université de Bâle, contre l'avis de la majorité du corps enseignant.
- Jeudi 1er mai :
  - Le 1er mai est célébré pour la première fois en Suisse.
  - La ville de Bienne (BE) décide d’ouvrir un technicum.
- 10 mai : l'Académie de Lausanne est élevée au rang d'université.
- Dimanche 17 mai : fondation à Lausanne de la Société académique vaudoise.
- Dimanche 22 juin : inauguration du chemin de fer à crémaillère du Monte Generoso (TI).
- Samedi 5 juillet : début à Yverdon-les-Bains (VD), des Fêtes Pestalozzi.
- Lundi 28 juillet : un incendie anéantit une quarantaine de maisons du village de Broc (FR).
- Mardi 19 août : un cyclone ravage la Vallée de Joux (VD). Dans la commune du Chenit, le hameau du Crêt-des-Lecoultre est entièrement détruit.
- Jeudi 11 septembre : lors d’une insurrection déclenchée par les radicaux, le conseiller d’Etat conservateur Luigi Rossi est tué d'un coup de feu à la porte du Palais du gouvernement, à Bellinzone. Cette révolution pousse le Conseil fédéral à envoyer des troupes et à imposer une conciliation qui débouchera, en 1893, sur une nouvelle constitution prévoyant, pour la première fois en Suisse, la proportionnelle pour l'exécutif.
- Mercredi 1er octobre : fondation à Berne, par l'Association des employés suisses des chemins de fer et bateaux à vapeur, de la caisse-maladie KPT/CPT.
- Dimanche 26 octobre : votations fédérales. Le peuple approuve, par 283 228 oui (75,4 %) contre 92 200 non (24,6 %), l’attribution à la Confédération du droit de légiférer dans le domaine de l'assurance en cas d'accident et de maladie.
- Lundi 27 octobre : mise en service du funiculaire Ecluse – Plan à Neuchâtel.
- Samedi 1er décembre : entrée en vigueur de la loi fédérale concernant la durée du travail dans l'exploitation des chemins de fer et des autres entreprises de transport.
- Jeudi 11 décembre : élection au Conseil fédéral d’Emil Frey (PRD, BL).

## Décès
- 30 janvier : Charles Durheim, photographe et lithographe, à Berne, à l’âge de 79 ans.
- 25 février : Jean-Barthélemy-Gaïfre Galiffe, consul et professeur, à Genève, à l’âge de 71 ans.
- 7 juillet : Henri Nestlé, chocolatier, à Glion (VD), à l’âge de 75 ans.
- 11 juillet : Alphonse Favre, géologue, à Pregny (GE), à l’âge de 75 ans.
- 15 juillet : Gottfried Keller, écrivain, à Zurich, à l'âge de 71 ans.
- 3 août : Auguste Bachelin, peintre et écrivain, à Berne, à l’âge de 59 ans.
- 19 août : Martin Birmann, philanthrope, à Liestal (BL), à l’âge de 61 ans.
- 13 septembre : Franz Anton Heim, peintre, à Haslen (GL), à l’âge de 59 ans.
- 2 novembre : Otto Frölicher, peintre, à Munich, à l’âge de 50 ans.
- 3 novembre : Ulrich Ochsenbein, ancien conseiller fédéral (PRD, BE), à Port (BE), à l’âge de 79 ans.
- 22 novembre : Frank Buchser, peintre, à Feldbrunnen-Sankt Niklaus (SO), à l’âge de 62 ans.
- 12 décembre : François Bocion, peintre, à Lausanne, à l’âge de 62 ans.
- 21 décembre : Gustave Revilliod, mécène et collectionneur, au Caire (Égypte), à l’âge de 73 ans.